# クリアスカイコーポレーション
クリアスカイコーポレーションは、日本の芸能事務所。所在地は東京都渋谷区宇田川町→松濤。グループ会社に有限会社青空レコード、有限会社ヴィレッジアゲインアソシエイションがある。

## 沿革
1978年8月設立。
2008年12月、所属タレント（当時）の矢井田瞳がそれまでに発表した全88曲の楽曲の著作権を譲渡する契約をアミューズと締結、以後同社がそれらの楽曲の著作権管理業務を行うことになった。
2011年4月、関連会社の青空レコードとともに事務所を移転。
2015年に所属アーティストがいなくなり、その後、会社ホームページも閉鎖。以降、休眠状態となっている。

## かつて所属していたアーティスト
- A-JARI
- 植村花菜
- 片岡大志（グループ会社の青空レコードを設立）[3]
- SATOMI'
- ゼリ→（メンバーのうち3人はLAID BACK OCEANとして事務所に再所属）
- BAKU
- pee-ka-boo（現・ミサイルイノベーションのメンバーが在籍）
- 風来坊
- MOON CHILD
- Mary-Go-Round
- moto
- 矢井田瞳
- LOOP CHILD
- LAID BACK OCEAN